# Lobby israeliana negli Stati Uniti
La lobby israeliana negli Stati Uniti (talora definita lobby sionista negli USA) è l'insieme dei gruppi di pressione politica, economica e persino d'impronta religiosa, di quanti, come individui o gruppi organizzati legalmente, mirano a influenzare la politica estera statunitense in palese sostegno d'Israele e del sionismo che la pervade, effettuando pressioni (previste come legittime dal sistema statunitense, purché esplicitamente portate a conoscenza della pubblica opinione americana) per favorire Israele e la politica del suo governo.
La lobby consiste di gruppi secolari e religiosi ebraico-americani. Il più noto e visibile di essi è l'American Israel Public Affairs Committee (AIPAC). L'AIPAC e altri gruppi facenti parte della lobby israeliana influenzano la politica pubblica statunitense in vari modi, sfruttando il tema dell'istruzione, rispondendo alle critiche verso Israele e portando argomentazioni in sostegno d'Israele, oltre a battersi per l'approvazione di leggi che favoriscano lo Stato d'Israele e la sua politica estera.

## Storia

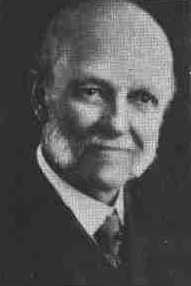
Il sionista cristiano William Eugene Blackstone.

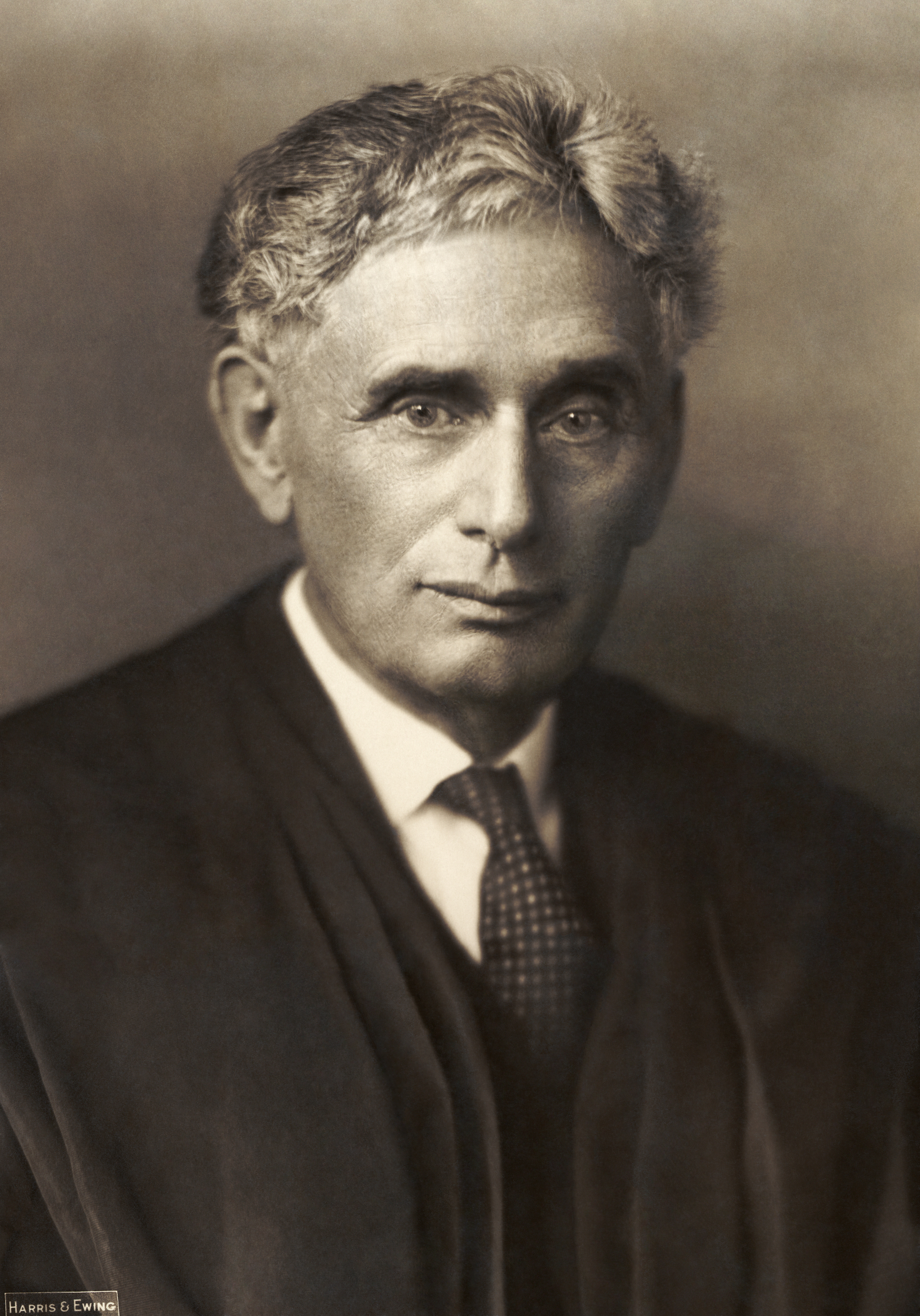
Il giudice della Corte Suprema statunitense, Louis Brandeis.

Una credenza cristiana riguardante il ritorno degli ebrei in Terra Santa (sionismo cristiano) ha forti radici negli Stati Uniti, che precedono sia la nascita del movimento sionista (Primo congresso sionista del 1897) sia quella d'Israele stesso. L'azione lobbistica di simili gruppi per influenzare la politica del governo statunitense, in modo assolutamente congruo con l'ideologia sionista, data almeno al XIX secolo.
Nel 1844, il sionista cristiano George Bush, un professore di lingua ebraica nella New York University, lontanamente imparentato con la famiglia Bush che ha dato due presidenti agli USA, pubblicò un libro intitolato The Valley of Vision; or, The Dry Bones of Israel Revived. In esso egli denunciava «la schiavitù e l'oppressione, che ha così a lungo schiacciato nella polvere (gli ebrei)», e invocava un «innalzamento» degli ebrei «a un rango di dignitosa reputazione tra le nazioni della Terra», riportando gli ebrei nella Terra d'Israele in cui la maggior parte di essi si sarebbe convertita al cristianesimo. Ciò, secondo Bush, avrebbe arrecato benefici non solo agli ebrei, ma a tutto il genere umano, creando un «collegamento comunicativo» tra l'umanità e Dio. «It will blaze in notoriety...". “It will flash a splendid demonstration upon all kindreds and tongues of the truth». Il libro vendette circa un milione di copie nel periodo anteguerra. Il Blackstone Memorial del 1891 è stata del pari una significativa petizione sionista cristiana (in inglese Christian Restorationist) presentata da William Eugene Blackstone, per convincere il presidente Benjamin Harrison a compiere pressioni sul sultano dell'Impero ottomano affinché concedesse la Palestina agli ebrei.

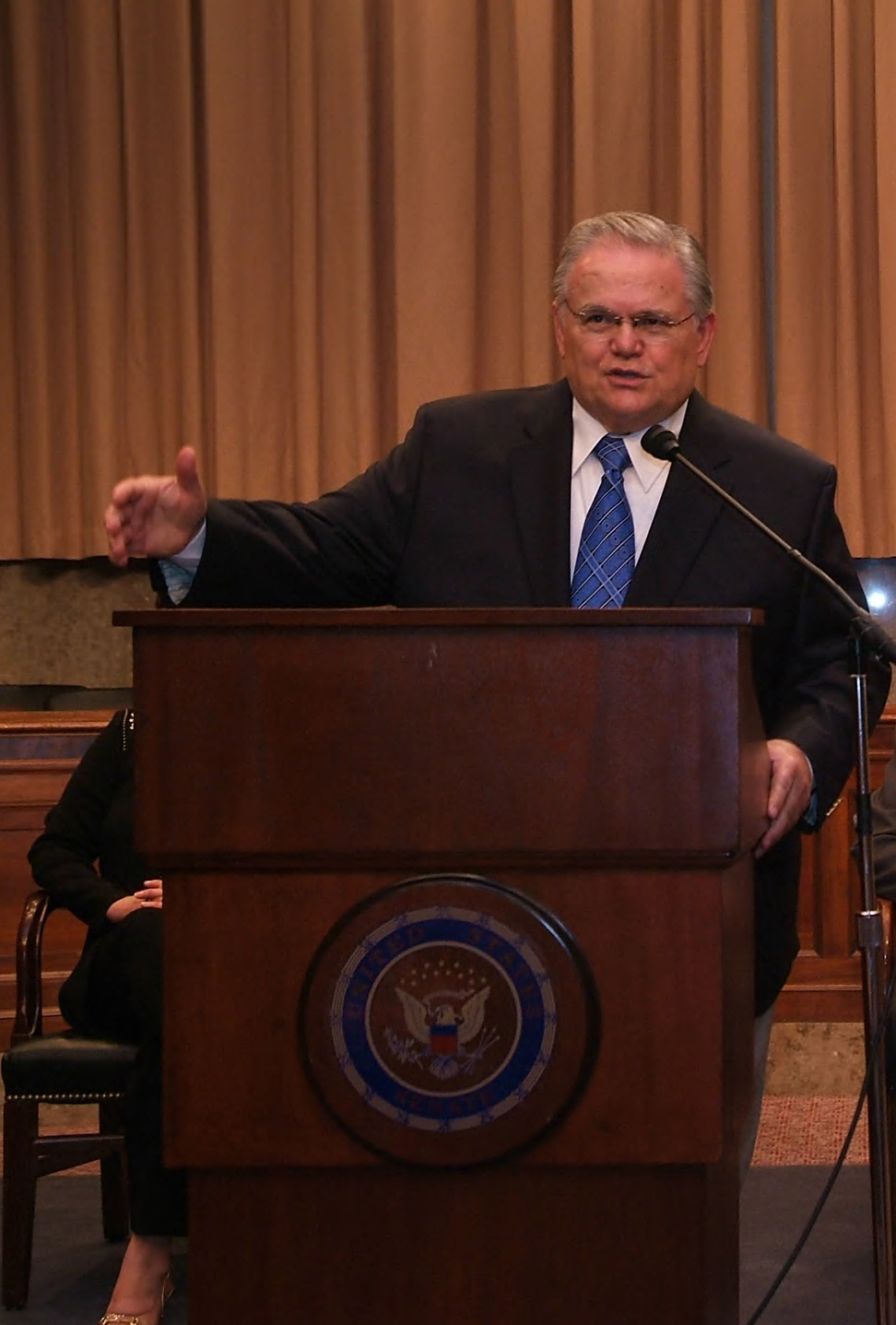
Il Pastore protestante John Hagee, fondatore e presidente dei Christians United for Israel, sul podio durante la convenzione nazionale del gruppo nel 2007.

A partire dal 1914, il coinvolgimento di Louis Brandeis e del suo gruppo di Sionisti Americani, rese per la prima volta il Sionismo ebraico una forte realtà sulla scena statunitense. Sotto la sua guida gli aderenti si decuplicarono, raggiungendo la cifra di circa 200 000 persone. Come presidente dell'American Provisional Executive Committee for General Zionist Affairs, Brandeis riuscì a ottenere milioni di dollari dell'epoca per alleviare le sofferenze ebraiche nell'Europa devastata dalla guerra, e da quel momento «il Committee divenne il centro finanziario del movimento sionista nel mondo». La dichiarazione britannica del 1917 firmata da Balfour fece progredire ulteriormente il movimento sionista e gli dette legittimazione ufficiale. Il Congresso statunitense approvò il 21 settembre 1922 la prima risoluzione congiunta che stabiliva il sostegno statunitense per un "focolare" (homeland) in Palestina per il popolo ebraico. Lo stesso giorno fu approvato dal Consiglio della Lega delle Nazioni il mandato britannico della Palestina.

Il lobbismo sionista negli Stati Uniti d'America ha contribuito alla creazione dello Stato d'Israele nel 1947-48. La preparazione e la votazione del Piano di partizione della Palestina, che precedette la Dichiarazione d'indipendenza israeliana, furono accolte da un entusiastico sostegno degli ebrei statunitensi e patrocinata a Washington. Il presidente Truman più tardi osservò: 
(George Lenczowski, American Presidents and the Middle East, (1990) p. 28, che cita quanto scritto da Harry S. Truman sulle sue Memoirs 2, p. 158.)
Negli anni Cinquanta, l'American Zionist Committee for Public Affairs (AZCPA) fu creata da Isaiah L. "Si" Kenen. Nel corso dell'amministrazione Eisenhower, le preoccupazioni per Israele non furono in prima linea. Altri problemi in Vicino Oriente e l'URSS erano di primaria importanza, e i sostenitori statunitensi di Israele non furono attivi come lo erano stati in precedenza. L'AZCPA formò un comitato lobbistico pro-Israele per contrastare le voci che dicevano che l'amministrazione Eisenhower si accingeva a investigare circa l'American Zionist Council. Il Comitato Esecutivo dell'AZCPA decise di cambiare il proprio nome di "American Zionist Committee for Public Affairs" in quello di American Israel Public Affairs Committee.
Le relazioni tra Israele e il governo statunitense cominciarono con un forte sostegno popolare a favore di Israele e con le riserve governative circa la saggezza della creazione di uno Stato ebraico; le relazioni inter-governative rimasero fredde tra i due Paesi fino al 1967. Prima del 1967, il governo degli Stati Uniti rimase «attivamente ostile a Israele» (actively hostile to Israel). Fino al 1979, Israele ricevette la stragrande parte degli aiuti dall'estero. I circa tre miliardi di dollari di aiuti a Israele comprendevano una minuscola parte percentuale dei quasi tre trilioni di dollari del bilancio statunitense. L'AIPAC «crebbe fino a 100 000 aderenti...» e rivendicava a sé il merito di costituire la più importante lobby filo-israeliana negli Stati Uniti.

## Struttura
La lobby filo-israeliana negli Stati Uniti è composta da componenti formali e informali.

### Lobby informale
Il sostegno a Israele è forte tra gli statunitensi cristiani di tutte le denominazioni. Il sostegno cristiano informale per Israele comprende un'ampia gamma di temi, espressi a livello di stampa e di media, espressi dal Christian Broadcasting Network e dal Christian Television Network, fino all'annuale Day of Prayer for the Peace of Jerusalem.
Il lobbismo informale include anche le attività dei gruppi ebraici. Alcuni studiosi giudicano il lobbismo ebraico a favore d'Israele come uno dei tanti esempi del lobbismo statunitense in favore di gruppi etnici, al fine di agevolare la costituzione di una loro patria etnica e favorire la politica estera USA, che ha incontrato ampio consenso in quanto Israele è fortemente sostenuto da un numero assai consistente e influente di movimenti cristiani che condividono gli obiettivi di quei gruppi ebraici. In un articolo del 2006 sulla London Review of Books, i professori John Mearsheimer e Stephen Walt hanno scritto:
Nelle sue operazioni basilari, la lobby israeliana non è differente rispetto a una lobby farmaceutica, siderurgica o ai sindacati dei lavoratori del comparto tessile, o ad altre lobbies etniche. Non v'è nulla d'improprio circa gli ebrei statunitensi e ai loro alleati cristiani che tentano di influenzare la politica degli USA: le attività delle lobbies non sono un complotto del tipo mostrato dai libelli quali i Protocolli dei Savi di Sion. Per la maggior parte, le persone e i gruppi che li compongono stanno solo facendo ciò che gli altri gruppi che perseguono interessi particolari fanno, ma lo fanno molto meglio. Per contro, i gruppi d'interesse filo-arabo, esistenti anch'essi, sono deboli: cosa che rende il compito della Lobby israeliana assai più facile.